# 杜塞尔多夫大学
杜塞尔多夫大学，即杜塞尔多夫海因里希·海涅大学（Heinrich-Heine-Universität Düsseldorf）是德国北莱茵-威斯特法伦州杜塞尔多夫的一所国立大学。杜塞尔多夫大学成立于1966年，由一所医学院发展而来，逐渐成为一所拥有医学、法律、哲学、数学、自然科学和经济学等学科的综合性大学，注册学生约18000人（2006年冬季学期），其中的大部分修读医学和日耳曼学。2008年诺贝尔生理及医学奖得主哈拉尔德·楚尔·豪森毕业于此。
1988年，在经历了20多年的争论之后，杜塞尔多夫大学被以德国诗人、作家和政治思想家海因里希·海涅的名字命名，海涅于1797年出生在杜塞尔多夫。

## 历史

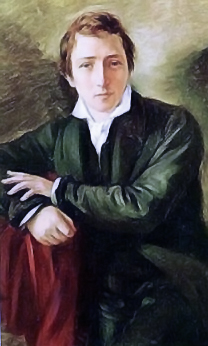
1831年的海因里希·海涅

1806年，杜塞尔多夫属于拿破仑·波拿巴妹夫若阿尚·缪拉的公爵领地管辖，当时杜塞尔多夫只有几所16世纪到18世纪发展起来的研究所，缪拉有意在杜塞尔多夫建立一所大学。1811年12月12日，拿破仑曾颁布一条命令，在公爵领地内组建一所由5个院系组成的大学，但是因为远征俄罗斯，搁置了创建大学的设想。
早在17世纪，杜塞尔多夫就渴望有一所医科大学，但直到1907年随着杜塞尔多夫市立医院的新建，才同时建立起了一所医学院，并且只用于对医院医生进行继续培训。1919年医学院有过一段短暂的时期开展了教学，对参加战争的人员进行医疗培训，在这段试验性阶段过后，普鲁士和杜塞尔多夫于1923年签订协议改制医学院，开始正式培养医科学生。
第二次世界大战后医学院重建，1962年7月3日，北莱茵-威斯特法伦州从杜塞尔多夫市手中接管了这所医学院，给予资金支持，并在1965年决定将医学院转制成为一所大学。
1966年1月1日，杜塞尔多夫大学正式成立，同年2月14日举行成立庆典，大学创建时除了医学系外，还有一所自然科学和哲学的联合院系。

### 校名争论
杜塞尔多夫大学校园位于杜塞尔多夫南部，校园建筑竣工于20世纪70年代。当时大学仍未以海因里希·海涅的名字命名，海涅的崇拜者建议以海涅的名字命名他故乡的大学，这引起了反对者的游行示威，反对者认为海涅是犹太人，其所作为都是“非德意志的”，他们对海涅持拒绝的态度。这个争论持续了23年，直到1988年12月20日，杜塞尔多夫大学终于决定以这位杜塞尔多夫最引以为荣的儿子命名大学，称杜塞尔多夫海因里希·海涅大学。

## 院系设置
- 医学系
- 法学系
- 哲学系
- 数学和自然科学系
- 经济学系

## 荣誉博士头衔
- 约翰内斯·劳，前德国联邦总统。
- 保罗·施皮格尔，前德国犹太人联合总会主席。